# 1736 Floirac
1736 Floirac (1967 RA) là một tiểu hành tinh vành đai chính được phát hiện ngày 6 tháng 9 năm 1967 bởi Soulie, G. ở Bordeaux.
Visible ở http://www.sky-map.org with RA/DEC = 01:21:34.15 +05 55'14.3" (red image filter - Observation Date = 1987-Aug-26 10:18:00)
Visible ở http://www.sky-map.org with RA/DEC = 01:20:55.64 +05 59'55.7" (blue image filter)